# Korea Women's Open
Het Korea Women's Open is een jaarlijks golftoernooi voor vrouwen in Zuid-Korea, dat deel uitmaakt van de LPGA of Korea Tour. Het werd opgericht in 1985 en wordt sindsdien plaatsgevonden op verschillende golfbanen in Zuid-Korea. Het is tevens een van de vier majors op de LPGA of Korea Tour.
Van 1985 tot 2009 werd het toernooi gespeeld in strokeplay-formule van 54-holes. Vanaf 2011 wordt het gespeeld in een 72-holes evenement.

## Winnaressen
| Jaar                            | Golfbaan                       | Locatie       | Winnares       | Score         | Score         | Info                                  |
| Korea Open                      | Korea Open                     | Korea Open    | Korea Open     | Korea Open    | Korea Open    | Korea Open                            |
| ------------------------------- | ------------------------------ | ------------- | -------------- | ------------- | ------------- | ------------------------------------- |
| 1985                            | Gold Country Club              | Gomae         | Lee Ki-nam     | 239           | +23           |                                       |
| 1986                            | Gold Country Club              | Gomae         | Jung Gil-ja    | 235           | +19           |                                       |
| Korea Women's Open              |                                |               |                |               |               |                                       |
| 1987                            | Gold Country Club              | Gomae         | Kang Choon-ja  | 234           | +18           |                                       |
| 1988                            | Gold Country Club              | Gomae         | Ko Woo-soon    | 218           | +2            |                                       |
| 1989                            | Gold Country Club              | Gomae         | Ko Woo-soon    | 232           | +16           |                                       |
| Korea Women's Open Championship |                                |               |                |               |               |                                       |
| 1990                            | Gold Country Club              | Gomae         | Kim Mee-hoe    | 225           | +3            |                                       |
| 1991                            | Gold Country Club              | Gomae         | Ko Woo-soon    | 225           | +9            |                                       |
| 1992                            | Gold Country Club              | Gomae         | Lee Oh-soon    | 217           | +1            |                                       |
| 1993                            | Gold Country Club              | Gomae         | Mi Chung-il am | 140           | -4            | 36-holes (weersomstandigheden)        |
| 1994                            | Gold Country Club              | Gomae         | Kim Soon-mi    | 212           | -2            |                                       |
| 1995                            | Gold Country Club              | Gomae         | Kim Mi-hyun am | 210           | -6            |                                       |
| 1996                            | Gold Country Club              | Gomae         | Kim Mi-hyun    | 216           | par           |                                       |
| 1997                            | Seoul Hanyang Country Club     | Seoel         | Geannuleerd    | Geannuleerd   | Geannuleerd   | Geannuleerd                           |
| 1998                            | Geen toernooi                  | Geen toernooi | Geen toernooi  | Geen toernooi | Geen toernooi | Geen toernooi                         |
| Korea Women's Open              |                                |               |                |               |               |                                       |
| 1999                            | Seoul Hanyang Country Club     | Seoel         | Kim Young      | 219           | +3            |                                       |
| Korea Ladies Championship       |                                |               |                |               |               |                                       |
| 2000                            | Pinx Golf Club                 | Jeju          | Soo Kang-yun   | 207           | –9            |                                       |
| 2001                            | Lakeside Country Club          | Yongin        | Soo Kang-yun   | 205           | –11           |                                       |
| Korea Women's Open Championship |                                |               |                |               |               |                                       |
| 2002                            | 88 Country Club                | Yongin        | Mi Chung-il    | 208           | –8            |                                       |
| 2003                            | Asiad Country Club             | Busan         | Song Bo-bae am | 210           | –6            |                                       |
| 2004                            | New Seoul Country Club         | Seoel         | Song Bo-bae    | 208           | –8            |                                       |
| 2005                            | Taeyoung Country Club          | Yongin        | Lee Jee-young  | 214           | –2            |                                       |
| 2006                            | Taeyoung Country Club          | Yongin        | Jiyai Shin     | 206           | –10           |                                       |
| 2007                            | Blue Heron Golf Club           | Gyeonggi      | Ahn Sun-ju     | 207           | –9            |                                       |
| 2008                            | Taeyoung Country Club          | Yongin        | Jiyai Shin     | 213           | –3            |                                       |
| 2009                            | Blue Heron Golf Club           | Gyeonggi      | Seo Hee-kyung  | 207           | –9            |                                       |
| 2010                            | Blue Heron Golf Club           | Gyeonggi      | Soo Yang-jin   | 212           | –4            |                                       |
| 2011                            | Blue Heron Golf Club           | Gyeonggi      | Jung Yeon-ju   | 285           | –3            | 25ste editie; uitgebreid tot 72-holes |
| 2012                            | Jack Nicklaus Golf Club Korea  | Seo-gu        | Lee Mi-rim     | 281           | –7            |                                       |
| 2013                            | Jack Nicklaus Golf Club Korea  | Seo-gu        | Chun In-gee    | 275           | –13           |                                       |
| 2014                            | Bear's Best CheongNa Golf Club | Seo-gu        | Kim Hyo-joo    | 285           | –3            |                                       |

 Lotte Mart Women's Open ·
 Nexen Saint Nine Masters ·
 Edaily Ladies Open ·
 Woori Ladies Championship ·
 Doosan Match Play Championship ·
 E1 Charity Open ·
 Lotte Cantata Women's Open ·
 S-OIL Champions Invitational ·
 Korea Women's Open ·
 Kumho Tire Women's Open ·
 Jeju Samdasoo Masters ·
 Hanwha Finance Classic ·
 KyoChon Honey Ladies Open ·
 Nefs Masterpiece ·
 MBN Women's Open ·
 Charity High1 Resort Open ·
 YTN-Volvik Women's Open ·
 KLPGA Championship ·
 Daewoo Classic ·
 Pak Se-ri Invitational ·
 Hite Championship ·
 LPGA KEB-HanaBank Championship ·
 KB Star Championship ·
 Seoul Ladies Classic ·
 ADT CAPS Championship ·
 Chosun Ilbo Championship ·
 China Women's Open